# Специјални природни резерват Бифуркација реке Неродимке
Специјални природни резерват „Бифуркација реке Неродимке” је значајан географски феномен који се налази на територији општине Урошевац, на Косову и Метохији.

## Историјат
Бифуркација је отицање воде једне реке у два морска слива. Воде реке Неродимке се једним краком уливају у Ситницу – притоку Ибра, Црноморски слив, а други у Лепенац – притоку Вардара, Егејски слив. Овај феномен има и своју културно историјску вредност па га Јован Цвијић помиње 1321. године у Грачаничкој повељи. Због великог културног, историјског, научног, образовног и туристичког значаја „Бифуркација реке Неродимке” је проглашена за специјални природни резерват 1979. године, Решењем 01 број 633–1 – СО Урошевац.